# Who Killed Johnny
Who Killed Johnny ist eine Schweizer Filmkomödie der Regisseurin Yangzom Brauen aus dem Jahr 2013.

## Handlung
In der ersten Einstellung ist Melanie um sechs Uhr morgens beim Anbrühen von Espresso in ihrer Küche zu sehen; eine Szene, die sich im Film mehrfach wiederholen wird. Ihr vermeintlicher Freund versucht geräuschlos in die Wohnung zu kommen, wonach es wegen seiner Untreue zu einem handfesten Streit kommt und Melanie von ihm in der Küche erstochen wird.
Melanie lebt in Los Angeles und versucht mit ihrem ebenfalls aus Zürich stammenden Jugendfreund Alex in ihrem Wohnzimmer das Drehbuch für einen Film zu schreiben. Beide sind in Los Angeles lebende Auslandschweizer, die von einer Karriere im Filmgeschäft träumen. Einig scheinen die beiden sich einzig über die eingangs erwähnte Anfangsszene des geplanten Films und den männlichen Hauptdarsteller, nicht aber über die weitere Handlung, ob es sich um eine Komödie, Tragikömodie, einen Horrorfilm oder Thriller handeln soll. Den ganzen Tag über sinnen sie über das Drehbuch albern herum, werden von zwei ihrer Nachbarn, Jambo und seiner Freundin Gudrun, unterbrochen, als diese sich in Melanies Pool im Garten vergnügen wollen. Als Alex während einer Arbeitspause fasziniert das Treiben der beiden, insbesondere von Gudrun, im Pool beobachtet, entwickelt er in Gedanken das Drehbuch in seinem Sinne weiter, gleichfalls Melanie im Wohnzimmer, wo sie darüber nachdenkt, ihre skurrilen, ebenfalls aus der Schweiz stammenden Freunde in Los Angeles zu den Protagonisten des Films zu machen. Beide bemerken nicht, dass die von Jambo mitgebrachten Brownies nicht für die Gastgeber gedacht waren, da sie Haschisch enthalten und zusammen mit dem konsumierten Wein Alex’ und Melanies im Film gezeigten Fantasie-Vorstellungen zum Drehbuch ungemein anregen.
In einer späteren Szene entdecken sie vom Balkon aus einen Mann, der am Strassenboden liegt und das Opfer eines Autounfalls zu sein scheint. Jambo möchte ihm helfen, Gudrun und Max zögern, Melanie verneint, um sich keine Probleme mit der Polizei einzuhandeln: Alle vier sind Ausländer in den USA, Gudrun und Jambo stammen aus Deutschland, Jambo ist illegal in den USA, und drei von ihnen sind zudem Farbige, wie Melanie ihnen auseinandersetzt, nachdem Jambo den vermeintlich Toten in Melanies Wohnung geschafft hat. Nun in Panik, überlegen sie, wie sie den Toten ‘loswerden’ sollen. Bevor sie dies umsetzen können, bemerken die vier, dass der Tote ihrer Ansicht nach unzweifelhaft Johnny Depp ist …
Diesen ‘Glücksfall’ nutzen sie nun amateurhaft, um den vermeintlichen Star in Ausschnitten ihres Films – Liebesszenen mit Gudrun und Melanie, eine an Fear and Loathing in Las Vegas angelehnte Szene mit Melanie in einem Auto – mitwirken zu lassen. Unterbrochen werden sie von einem Polizisten, der sich an der Haustüre nach Zeugen einer vermutlichen Fahrerflucht und dem Verbleiben des Opfers erkundigt, von Alex’ Haschisch-Dealer und von Hasso, der wie ihre anderen Freunde jeweils unangemeldet in ihre Wohnung hereinplatzt. Melanie möchte den Toten ‘loswerden’ und Alex findet einen Cleaner, der die vermeintliche Leiche aus dem Haus schafft. In einer kurzen Szene ist zu sehen, wie sich der dazu verwendete Plastiksack bewegt, der nicht sichtbare Cleaner „Du müsstetst eigentlich tot sein“ sagt und mit einem Knüppel auf sein Opfer einschlägt.
Drei Monate später wird endlich die erste Szene des Films gedreht, unter Beteiligung von Melanie (Drehbuch, Klappe), Alex (Regie), Jambo (Ton), drei weiteren Freunden für Kamera, Skript und Maske sowie Gudrun als weibliche Hauptdarstellerin und Carlos Leal in der männlichen Hauptrolle. Da sich Carlos Gedanken über seine Motivation und insbesondere die ihm unangenehme Rolle als Bösewicht macht, kommt es zu Verzögerungen, zunehmenden Streitigkeiten zwischen ihm als ‘Profi’ und Gudrun als ‘Laiendarstellerin’, sodass der achte Take in einer Katastrophe endet – das Drehteam ist begeistert von der Einstellung, bemerkt aber erst jetzt, dass Gudrun tatsächlich von Marcel im Affekt erstochen worden ist …
In der Schlusseinstellung des Films berichtet der fiktive Schweizer Fernsehsender CH1 in seiner Nachrichtensendung, dass Carlos Leal, Schauspieler und ehemaliges Mitglied von Sens Unik, in Los Angeles wegen Totschlags verhaftet worden ist, ebenso Melanie Winiger und Alex Loong in Untersuchungshaft genommen worden seien. Erwähnt wird ein möglicher Zusammenhang mit dem vor drei Monaten erfolgten, unaufgeklärten Tod eines Doppelgängers von Johnny Depp.

## Kritiken
„Who Killed Johnny ist eine bemerkenswerte Leistung des Guerilla-Filmemachens von einer Gruppe etablierter Schweizer Stars, die ohne Lohn und mit viel Enthusiasmus eine Schweizer Komödie produziert hat, die viele Konventionen sprengt. Yangzom Brauen und ihr Team, bestehend aus vorwiegend Frauen (Alexa Ihrt als Director of Photography, Barbara Landi als Cutterin und Shari Yantra Marcacci als Produzentin), haben der Schweizer Filmkomödie ein Upgrade verpasst, das sie schon lange verdient hat.“

„Das Regiedebüt von Yangzom Brauen entwickelt sich an den Kinokassen zum Totschläger. Keiner will «Who killed Johnny?» sehen, dabei ist der Low-Budget-Film (ca. 40’000 Franken) aus der Feder der Schweizerin ziemlich gut. Solide Regie, witzige Szenen, toller Schnitt, grandiose Filmmusik und Schauspieler, die sich selbst mit viel Überzeugung spielen.“

„Eine Schauspiel-Karriere in Hollywood gilt für viele immer noch als das Nonplusultra. Doch die Chancen sind klein. Trotzdem versuchen immer wieder ein paar kühne Eidgenossen, in der Traumfabrik Fuss zu fassen. In der überdrehten Tiefstpreis-Komödie «Who Killed Johnny» nehmen Melanie Winiger und Carlos Leal ihr unermüdliches Ringen um gute Rollen und Drehbücher auf die Schippe. Das klingt vielversprechend.“

## Hintergrund
Produziert und mitgewirkt haben an der Komödie in den USA lebende Auslandschweizer. Gedreht wurde der Independentfilm innerhalb von acht Tagen im Haus von Yangzom Brauen. Ein Teil des Filmbudgets von rund 50’000 Schweizer Franken wurde mittels Crowdfunding gesammelt. Ihre Premiere feierte die Schweizer Komödie am 13. Februar 2013 in Los Angeles; am 4. Juli 2013 in den Schweizer Kinos. Den Kinostart in Zürich besuchten gerade nur 600 Zuschauer, davon 300 Premierengäste. «Schweizer Filme haben es einfach schwer beim heimischen Publikum,» sowie das gleichzeitig abgehaltene Zürifäscht und das Hochsommerwetter, nennt der Filmverleiher Jonas Frei von Moviebiz als Gründe. Die Regisseurin Yangzom Brauen «habe es nicht anders erwartet. Ich bin schon stolz, dass wir es ins Kino geschafft haben mit unserem Film.» Eine Fortsetzung ist bereits geplant, denn «die Zuschauerzahlen waren nie ausschlaggebend ob wir weitermachen oder nicht. Eine Fortsetzung ist nur abhängig von der Finanzierung». Ausstrahlungen im Fernsehen erfolgten erstmals am 5. und 9. Dezember 2013 auf dem Schweizer Privatsender S1.